# CHILL
У програмуванні, CHILL (скорочення для CCITT High Level Language) — це мова процедурного програмування, розроблена для використання у телекомунікаційних мережах (у обладнанні яке використовувалося в АТС). Мова досі використовується в успадкованих системах деякими телекомунікаціними компаніями і для програмування сигнальних боксів.
Мова програмування CHILL схожа по складності на мову Ада. Перша специфікація мови CHILL була опублікована в 1980 р. за декілька років перед мовою Ада. ITU пропонує стандартний компілятор CHILL. Безкоштовний компілятор CHILL був включений до GCC, але він був вилучений після версії 2.95. Також розвивалася об'ектно-орієнтована версія мови під назвою Object CHILL.